# 25 (getal)

25 is een kwadraat

25 (vijfentwintig) is het natuurlijke getal volgend op 24 en voorafgaand aan 26.

## Wiskunde
Het is een kwadraat, zijnde 52 = 5 × 5, en het is ook de som van twee kwadraten, 32 + 42, vaak gebruikt in de demonstratie van de Stelling van Pythagoras. Het is het kleinste kwadraat dat ook een som van twee kwadraten is. 25 is een gecentreerd octagonaal getal en een automorf getal.
Het is ook een Cullengetal. 25 is het kleinste pseudopriemgetal dat voldoet aan de congruentie 7n = 7 mod n. Het is ook een Somerpseudopriemgetal gebaseerd op 6.
In getalbasis 10 is deelbaarheid door 25 eenvoudig vast te stellen door te kijken of de laatste twee cijfers overeenkomen met 25, 50, 75 of 00.

## Nederlands
Vijfentwintig is een hoofdtelwoord.

## Natuurwetenschap
- Het atoomnummer van mangaan.

## Muziek
- Een albumtitel van Adele.

## Overig
Vijfentwintig is:
- Het aantal jaren huwelijk gevierd bij een zilveren bruiloft.
- Het aantal guldencenten in een kwartje.
- Het wegnummer van de Londense rondweg.
- Het jaar 25 B.C., het jaar A.D. 25, 1925 of 2025.
- De TCP-poort die gebruikt wordt voor het SMTP-protocol (e-mail).